# 오키나와 전섬 에이사 축제
오키나와 전섬 에이사-축제(일본어: 沖縄全島エイサーまつり)는 일본국 오키나와현 오키나와시에서 매년 구본 후 다음 주말에 사흘동안 열리는 오키나와현 최대의 에이사- 이벤트다. 매년 약 30만 명의 관객이 참관하고 있다.

## 역사
광복 이후 오키나와 본섬을 다스리게 된 미국은 즉시 현재의 카데나 지역의 주민의 토지를 강제 수용하여 주민을 쫓아낸다. 1950년 6·25전쟁 이후 일본의 전략적 중요성이 인정되면서 1952년 일본국은 주권을 반환받았으나 오키나와는 반환대상에서 제외된다. 이후 코자 지역의 상공인들은 기지 미군을 대상으로 하는 점포 운영에 의존해 생활한다.
이후 1956년 6월, 미국의 기지 수용을 정당화하는 프라이스M. Price 보고서가 발표된 것을 계기로, 오키나와 주민들이 대형 주민대회를 열어 저항을 이어간다. 1956년 7월 코자시가 탄생한 직후인 주류-큐- 미군은 1956년 8월 8일 3차 주민대회 예정일에 미군 사병의 일본 시설 출입을 금지하는 오프 리밋을 발표한다. 이로 인해 코자시가 경제적으로 큰 타격을 입게된 상황에서 코자시와 상공회 등 지방정부 관계자들은 사회 분위기를 혁신하기 위해 음력 본직후 일요일인 8월 26일, 코자 지역 주민에게 익숙한 에이사-를 이벤트로 만들어 시민에게 의욕을 불어놓고, 동시에 관광객 집객 이벤트로 기능하기 위해 전섬 에이사- 콩쿠르全島エイサーコンクール라는 형태로 행사를 기획한다.
1회 대회는 예정된 날짜에 코야사거리胡屋十字路와 현 오키나와시 육상경기장에서 열렸다. 9팀이 참가한 이 행사는 약 3만명의 관객을 모집했다. 그러나 경연대회의 평가기준 및 결과를 둘러싸고 각 청년회간의 경쟁이 심해지면서, 1977년부터 경연을 폐지하고 ‘축제’로 형태를 바꾸었다.

## 실천
축제는 3일동안 진행된다. 일부 초청팀을 제외하면 대부분 오키나와시의 청년회들이 대부분의 에이사를 공연한다. 참가가 결정된 청년회들은 행사 참여를 위해 몇 달 전부터 연습을 이어가면서 각 청년회의 레퍼토리를 연습하며, 최근에는 다양한 세대가 함께 에이사- 연행에 참여한다. 주요 청년회에는 젊은이들이 동경해 몰려오는 경우도 있다.
축제 첫날에는 코야사거리小屋十字路 근처에서 길거리 공연인 마치쥬네를 진행한다. 이튿날은 오키나와 육상경기장 내에서 오키나와시 청년축제를 열고, 마지막 날은 본제를 열며, 행사 마지막에는 주민들과 함께 가챠시를 춘다. 한편 피날레 공연 팀의 경우 오-토리大トリ라 하여 경쟁의 대상이 되고 있다
현재는 매년 약 30만 명의 관객들이 방문하고 있다. 다만 코로나19 범유행으로 인해 2020년부터 2022년까지 3년동안 에이사- 마츠리 개최가 중단됐다가, 2023년부터 행사가 재개되었다.

## 주
1. ↑  金子 2014, 217쪽.
2. ↑  박흥일 2005, 248쪽.
3. 1 2  岡本 2005, 24쪽.
4. ↑  박흥일 2005, 249쪽.
5. ↑  박흥일 2005, 252쪽.
6. 1 2  “【プログラム一覧】沖縄全島エイサー、お目当ての青年会はいつ登場？　24日に青年まつり、25日に本祭”. 《류큐신보》. 2024년 8월 21일. 2024년 11월 14일에 확인함.
7. ↑  OTV報道部 (2024년 8월 24일). “2024沖縄全島エイサーにて65年の歴史を背負って大トリに臨む「園田青年会」沖縄全島エイサー特集2024 vol.04（沖縄市）”. 《OKITIVE》 (일본어) (오키나와 TV 방송). 2024년 11월 30일에 확인함.
8. 1 2  石井, 恭子 (2024년 8월 23일). “沖縄全島エイサーまつり、きょう開幕　ゲート通りで11青年会が「道じゅねー」”. 《류큐신보》. 2024년 11월 14일에 확인함.
9. ↑  琉球朝日放送　報道制作局 (2024년 8월 26일). “「１２０点もらえる」　全島エイサーで大トリ務めた園田青年会”. 《CATCHY》 (류큐아사히방송). 2024년 11월 14일에 확인함.
10. ↑  福田, 修平 (2024년 8월 26일). “「エイサーのまち」が躍動！大にぎわい！　沖縄全島エイサー、3日間で30万人を魅了”. 《류큐신보》. 2024년 11월 14일에 확인함.

## 참고문헌
- 박흥일 (2005년 3월). “오키나와 민속예능 『에이사(エイサ-)』의 변천과정과 지역활성화 -오키나와시 청년 에이사의 사례를 중심으로-”. 《일본어문학》 24: 239-259.
- 金子, 彩里香 (2014년 3월). “地図から消えた街 : コザの名と共に消えたもの” (PDF). 《クァドランテ》 (東京外国語大学 海外事情研究所) 16: 211-223.
- 岡本, 純也 (2005년 10월 1일). “シマの身体から沖縄の身体へ: エイサーを踊る身体の歴史”. 《一橋大学スポーツ研究》 24: 21-28. doi:10.15057/14203.